# Kevin Muscat
Kevin Vincent Muscat (Crawley, West Sussex, Inglaterra, 7 de agosto de 1973) es un exfutbolista y entrenador australiano, nacido en Inglaterra y de ascendencia maltesa, jugaba de defensa y su primer equipo fue Sunshine George Cross FC de Australia. Actualmente es el entrenador del Shanghái Port de China.

## Selección nacional
Ha sido internacional con la Selección de fútbol de Australia, ha jugado 51 partidos internacionales y ha convertido 10 goles.

## Participaciones en torneos internacionales
| Mundial                             | Sede         | Resultado      |
| ----------------------------------- | ------------ | -------------- |
| Copa Mundial de Fútbol Juvenil 1991 | Portugal     | 4.º puesto     |
| Copa Mundial de Fútbol Juvenil 1993 | Australia    | 4.º puesto     |
| Copa FIFA Confederaciones 1997      | Arabia Saudí | Subcampeón     |
| Copa FIFA Confederaciones 2001      | Corea-Japón  | 3.er puesto    |
| Copa FIFA Confederaciones 2005      | Alemania     | Fase de grupos |

## Clubes

### Como futbolista
| Club                    | País                  | Año       |
| ----------------------- | --------------------- | --------- |
| Sunshine George Cross   | Bandera de Australia  | 1989-1990 |
| Heidelberg United       | Bandera de Australia  | 1991-1992 |
| South Melbourne FC      | Bandera de Australia  | 1992-1996 |
| Crystal Palace FC       | Bandera de Inglaterra | 1996-1998 |
| Wolverhampton Wanderers | Bandera de Inglaterra | 1998-2002 |
| Rangers FC              | Bandera de Escocia    | 2002-2003 |
| Millwall FC             | Bandera de Inglaterra | 2003-2005 |
| Melbourne Victory       | Australia             | 2005-2011 |
| Sunshine George Cross   | Australia             | 2011-2012 |

### Como entrenador

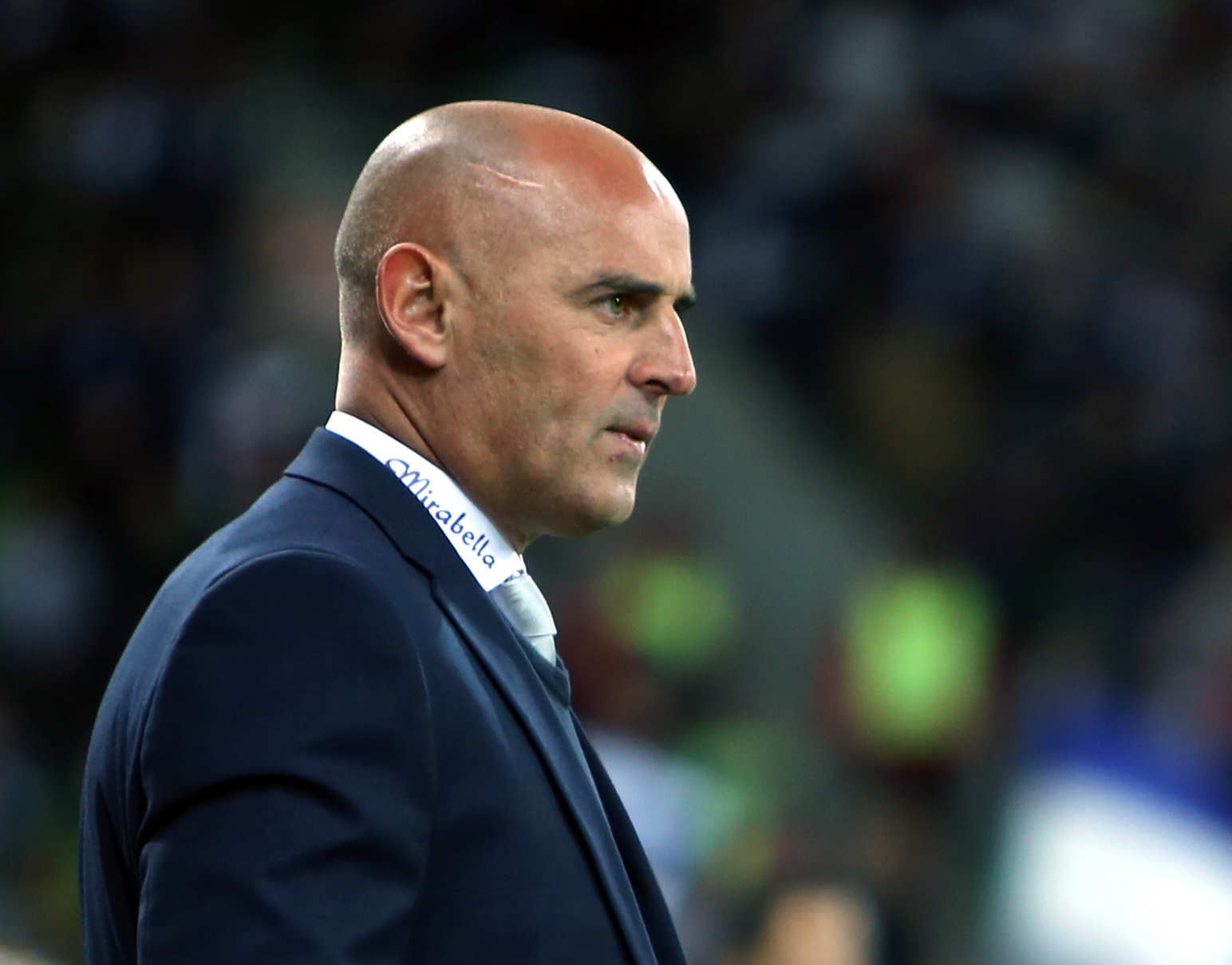
Kevin Muscat en el Melbourne Victory contra el Adelaide United en la Copa FFA, septiembre de 2015

| Melbourne Victory (asistente) | 5 de enero de 2012    | 7 de enero de 2012      | 1   | 1   | 0  | 0   | 100.00 |
| Melbourne Victory             | 31 de octubre de 2013 | 20 de mayo de 2019      | 214 | 105 | 45 | 64  | 49.07  |
| Sint-Truidense                | 5 de junio de 2020    | 2 de diciembre de 2020  | 15  | 2   | 5  | 8   | 13.33  |
| Yokohama F. Marinos           | 18 de julio de 2021   | 13 de diciembre de 2023 | 115 | 66  | 19 | 30  | 57.39  |
| Shanghái Port                 | Diciembre de 2023     |                         | 0   | 0   | 0  | 0   | 0.0    |
| Total                         | Total                 | Total                   | 345 | 174 | 69 | 102 | 50.43  |

- Datos: Q301236
- Multimedia: Kevin Muscat / Q301236